# Pnigalio tobiasi
Pnigalio tobiasi är en stekelart som beskrevs av Storozheva 1995. Pnigalio tobiasi ingår i släktet Pnigalio och familjen finglanssteklar. Inga underarter finns listade i Catalogue of Life.